# José Domingo Gómez Rojas
José Domingo Gómez Rojas (Santiago, 4 de agosto de 1896-ibídem, 29 de septiembre de 1920) fue un poeta anarquista chileno. También es conocido por ser la única víctima de la Guerra de don Ladislao.

## Biografía
Hijo de una modesta familia, fue criado por su madre ya que su padre y su padrastro lo abandonaron tempranamente. Nació en la calle Agustinas, en las inmediaciones del centro de Santiago y después su pequeña familia se trasladó a la calle San Diego. Estudió en el Liceo Manuel Barros Borgoño.
Se inclinó tempranamente hacia la poesía, la mayor parte de su obra, fue escrita entre 1912 y 1915. Durante sus primeros años, Gómez Rojas estuvo vinculado con sectores del cristianismo protestante que se oponían al papel tutelar y autoritario que ejercía la Iglesia católica en la sociedad chilena. Pero pronto se acercó al «anarquismo intelectual» y escribió influenciado por Nietzsche y D'Annunzio. Opera Omnia, uno de sus textos, inédito hasta hace algunos años, revela esta evolución a veces contradictoria frente a la que se declaraba como un poeta «simultáneo y unimúltiple». Finalmente, hacia la segunda mitad de la década de 1910, se inclinó por la elegía cuando trató de superar las temáticas modernistas influenciado por las vanguardias estéticas y artísticas. 
Participó de varios grupos de intelectuales y artistas de la década de 1910, Los Caimanes, Los Diez y Los Inmortales. Este último estaba formado por sus amigos más íntimos Manuel Rojas y José Santos González Vera, a quienes incitó a escribir tempranamente, y por el dramaturgo popular Antonio Acevedo Hernández. Rojas y González Vera el tiempo se consagraron como algunos de los mejores prosistas del siglo XX tanto, que ambos recibieron el Premio Nacional de Literatura. Desde su prematura muerte ambos escribieron sobre la obra y personalidad de su malogrado amigo.
Su único libro, publicado en vida, en medio de la efervescencia social que exigía cambios a la sociedad oligárquica chilena, fue Rebeldías líricas (1913). En 1916 tomó el seudónimo de Daniel Vásquez, sin embargo no durará mucho ese nombre ya que al año siguiente Pedro Prado lo destacó en la revista de Los Diez. El grupo "Selva Lírica"  selecciona seis de sus textos poéticos en la antología que hizo ese año dicha revista. Le catalogan como:
```

```

[...] un visionario de las cosas misteriosas y ultraterrenas…sus poemas breves, entrañan ideas trascendentales expresadas con un bello esplendor que aparece realzado por la aristocracia de su estilo.
Extracto de la critica literaria en Revista "Selva lírica. 

Cuando era estudiante del Instituto Pedagógico y de la Escuela de Derecho de la Universidad de Chile, Gómez Rojas participó en la Federación de Estudiantes de la Universidad de Chile pero su militancia más orgánica fue en la Asamblea de la Juventud Radical, organización del sistema político en la que convergían muchos jóvenes revolucionarios de la época. Además, estuvo vinculado simultáneamente a la Federación Obrera de Chile (socialista) y a la sección chilena de la IWW anarquista.

### Reclusión y muerte

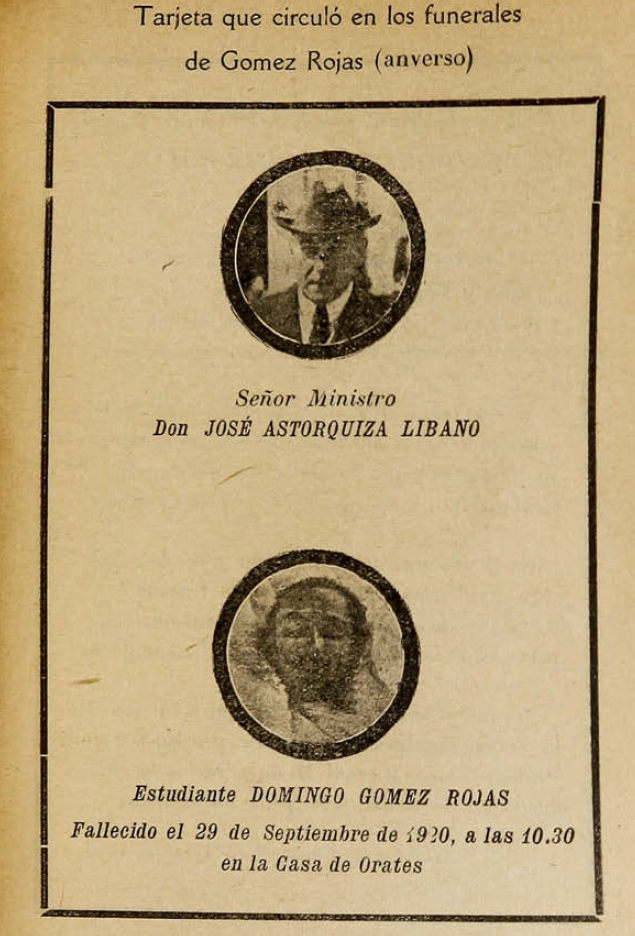
Tarjeta que circuló en los funerales de Gómez Rojas (anverso).

En julio de 1920, el país se encontraba en ebullición, con movilizaciones a lo largo de todo el país, denominadas «Las Marchas del Hambre», convocadas por la Asamblea Obrera de Alimentación Nacional (AOAN), para demostrar el apoyo popular a los proyectos de ley (memoranda) emanados de los comisiones de la AOAN, que habían deliberado por más de dos meses. Fue tanto el apoyo en las calles, que el presidente Sanfuentes se ve la obligación de recibir a delegados de la AOAN. Ellos le hacen entrega de la memoranda con la expresión «He aquí la voluntad del pueblo» y se le señaló que si no se aprobaban en 15 días habría desacato a la autoridad en el país. Sanfuentes recibe cortésmente la memoranda y acepta la petición, pero al día siguiente nombra como ministro del interior a Ladislao Errázuriz, quien moviliza tropas a la frontera y siembra el rumor de una guerra inminente contra Perú y Bolivia, se denominará posteriormente dicha confabulación en forma burlesca como: "La guerra de don Ladislao". Por dicho motivo decreta ley marcial, el ejército se hace cargo de las ciudades, miembros de la aristócrata juventud conservadora, junto a militares asaltan la Federación de Estudiantes de la Universidad de Chile y destruyen su sede (21 de julio), se hacen juicios contra obreros y estudiantes «subversivos», se apalea, juzga, extradita y encarcela a dirigentes (entre ellos a Luis Emilio Recabarren). Domingo Gómez Rojas fue enviado por el juez José Astorquiza Líbano a la cárcel, donde es sometido a torturas y hostigamientos constantes. En esta situación su salud mental comenzó a resentirse; entonces se lo incomunicó en una celda especial, donde también su cuerpo manifestó los efectos de la reclusión y los abusos.
Detenido en la penitenciaría, fue transferido posteriormente a la Casa de Orates, donde, luego de una meningitis no diagnosticada a tiempo, enloqueció. Falleció el 29 de septiembre de 1920 y a su funeral asistieron más de 50 000 personas, demostrando la enorme crisis social, política, económica y cultural a que la oligarquía dominante tenía sometido al país y el apoyo nacional a las demandas de Las Marchas del Hambre, proceso del cual se transforma en un símbolo. Su poema Protestas de Piedad, escrito durante su reclusión en la cárcel, leído y difundido durante su funeral se transformó en un símbolo de los grupos anarquistas y pacifistas contra la oligarquía que dominaba el país.

## Homenajes

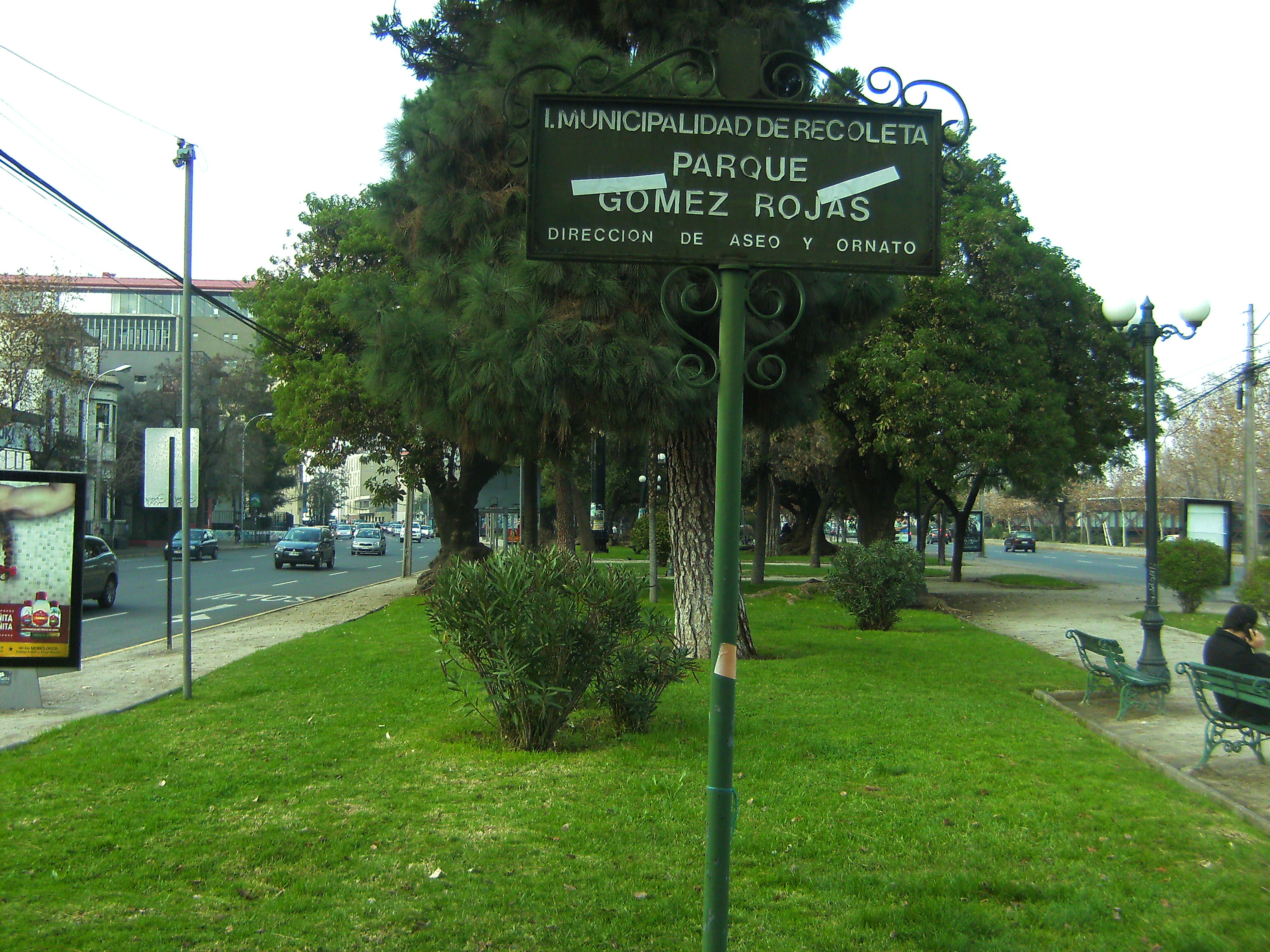
Plaza Gómez Rojas vista desde el oeste.

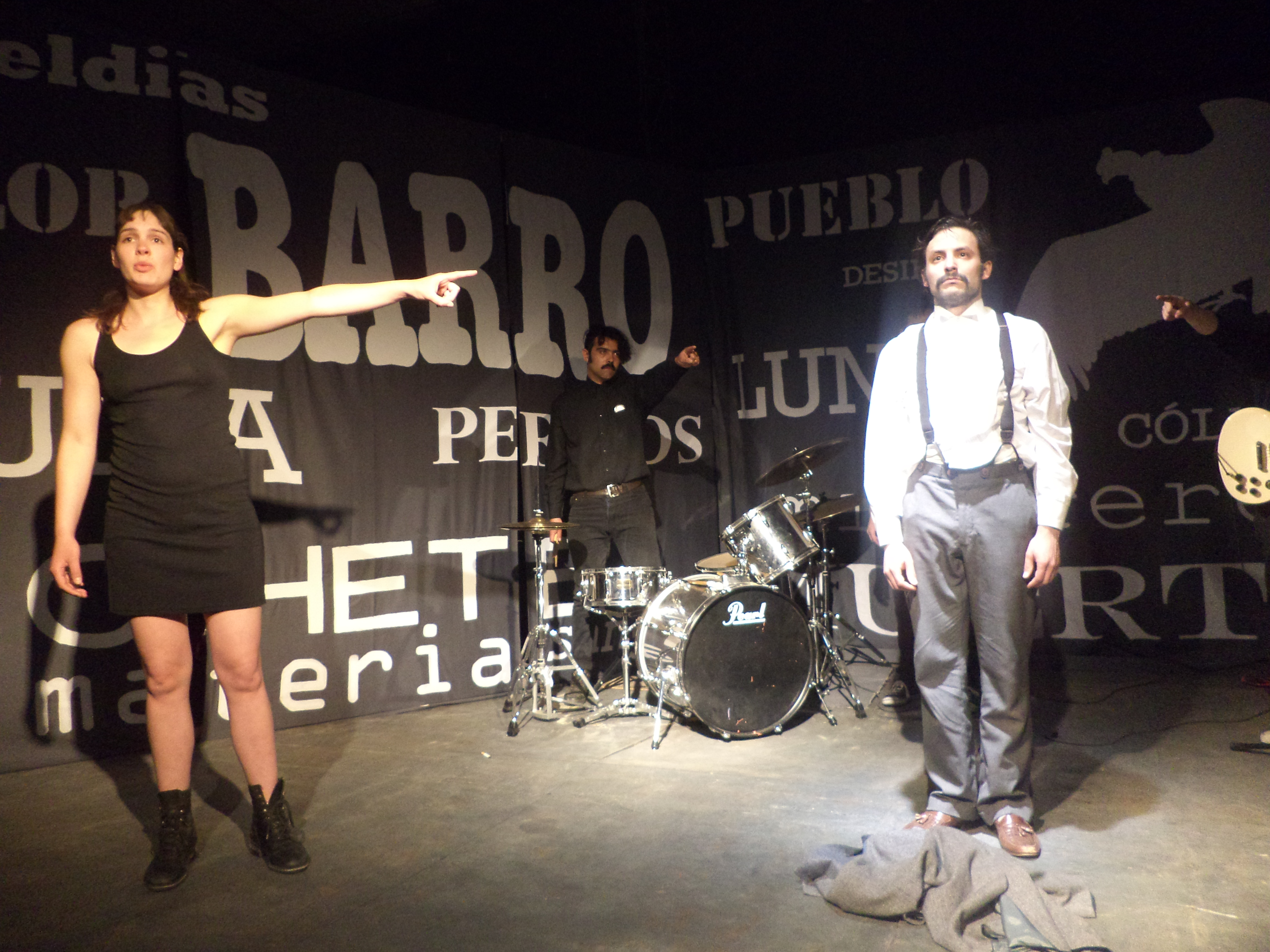
Obra teatral ¿Quién conoce a Gómez Rojas?

- Frente a la Facultad de Derecho de la Universidad de Chile se diseñó en 1940 una plaza homónima,[3] el cual en 2007 se intentó renombrar como "Plaza S.S. Juan Pablo II" y emplazar en ella una estatua del fallecido pontífice, lo que fue duramente criticado por sectores de la ciudadanía, y expertos en arquitectura y urbanismo. Finalmente su emplazamiento fue rechazado por el Consejo de Monumentos Nacionales.
- La sala de memoria y DD.HH del Museo Pedagógico Valentín Letelier (ubicado en el Campus Macul de la UMCE, ex-Instituto Pedagógico) lleva su nombre.
- Algunas agrupaciones culturales, políticas llevan su nombre.[4]
- El Teatro Fresa Salvaje puso en escena la ópera punk, El montaje, ¿Quién conoce a José Domingo Gómez Rojas?, declarando como objetivo «reflexionar sobre el movimiento estudiantil y los montajes políticos de estado».[5]
- El Canal Ateo Chileno los destaca como un mártir propio en un documental publicado en 2016

## Obras
- Rebeldías líricas, 1913.
- Ópera omnia, (1915) en: Fabio Moraga y Carlos Vega, José Domingo Gómez Rojas. Vida y obra, Punta Arenas, Ateli, 1997.
- Elegías, 1935 (Publicación póstuma).